# Тонкотел Барби
Тонкотел Барби (лат. Trachypithecus barbei) — вид приматов из семейства мартышковых.

## Классификация
Классификация рода кази и данного вида неоднократно пересматривалась, при этом Trachypithecus barbei был выделен из Trachypithecus obscurus по результатам генетических исследований.

## Описание
Шерсть тёмно-серая без серебристого отлива, на брюхе слегка светлее. Хвост тёмно-серый, более светлого оттенка, чем тело, в основании светло-серый. Шерсть на голове более длинная, морда серая с фиолетовым отливом. Глаза и рот обрамлены белой шерстью. От близкого вида Trachypithecus obscurus отличается более светлой шерстью на голове и конечностях, от Trachypithecus phayrei отсутствием коричневатого оттенка шерсти, а от подвидов последнего Trachypithecus phayrei crepusculus и Trachypithecus phayrei shanicus более тёмной шерстью.

## Распространение
Встречается на юго-западе Таиланда и в прилежащих района Мьянмы. Общая площадь ареала оценивается в 10000—12000 км2.